# Rue FR
| FR ist das Kürzel für den Kanton Freiburg in der Schweiz. Es wird verwendet, um Verwechslungen mit anderen Einträgen des Namens Rue zu vermeiden. |

Rue (Freiburger Patois Ruvaⓘ; deutsch historisch Rüw) ist eine politische Gemeinde im Distrikt Glâne des Kantons Freiburg in der Schweiz. Der frühere deutsche Name Rüw wird heute nicht mehr verwendet. Am 1. Januar 2001 wurden die vorher selbständigen Gemeinden Promasens und Gillarens nach Rue eingemeindet. Rue galt als «die kleinste Stadt Europas». Am 1. Januar 2025 stiessen die Gemeinden Auboranges, Chapelle und Ecublens dazu.

## Geographie

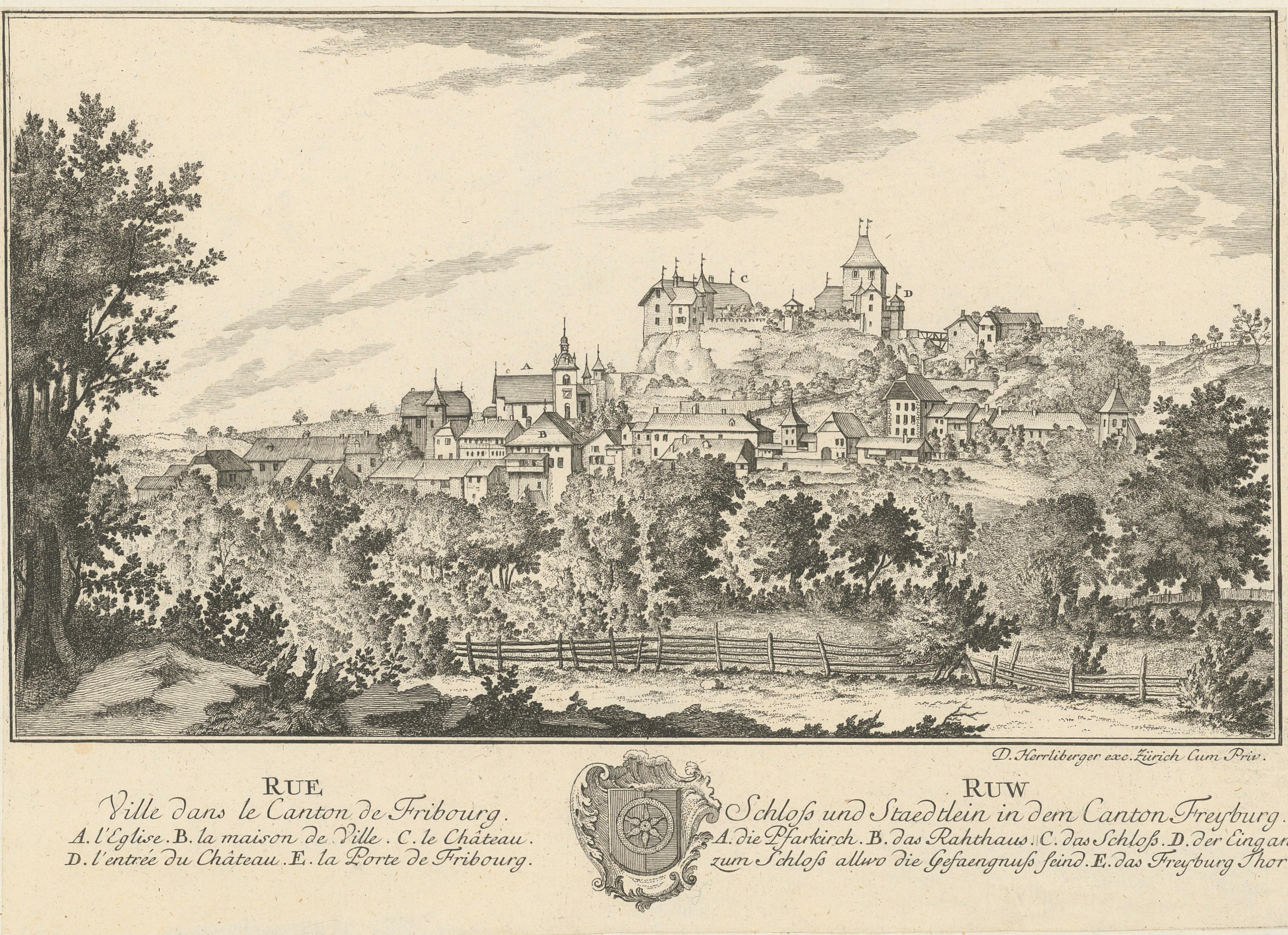
Die Stadt Rue im Kanton Freiburg

Rue liegt auf 675 m ü. M., 11 km südwestlich des Bezirkshauptortes Romont und 6 km südsüdöstlich von Moudon (Luftlinie). Das historische Städtchen erstreckt sich auf einem Vorsprung am östlichen Talhang der Broye, an aussichtsreicher Lage rund 100 m über dem Flusslauf, im Südwesten des Freiburger Mittellandes.
Die Fläche des 11,2 km² grossen Gemeindegebiets umfasst einen Abschnitt des Molassehügellandes am Oberlauf der Broye. Die westliche Grenze bildet stets der Flusslauf der Broye, die sich mit einigen Mäandern durch die besonders im südlichen Teil bis zu 1 km breite Talebene schlängelt. Vom Talboden erstreckt sich der Gemeindeboden ostwärts über den sanft geneigten Hang bis auf die angrenzenden Molassehöhen, auf denen oberhalb von Vauderens mit 840 m ü. M. der höchste Punkt von Rue erreicht wird. Dieser Hang wird durch eine Reihe kleiner Bäche zur Broye entwässert. Im nördlichen Bereich des Gemeindegebietes läuft der Vorsprung von Rue (bis 713 m ü. M.) vom Plateau bei Ursy nach Südsüdwesten aus und endet mit einem kleinen Felsplateau, auf dem das Schloss steht, gegen das Broyetal hin. An der Süd- und der Südostflanke dieses Felsvorsprungs befindet sich das Städtchen Rue. Ganz im Süden reicht der Gemeindeboden bis in das Waldgebiet Bois de Mont bei Oron-la-Ville. Von der Gemeindefläche entfielen 1997 8 % auf Siedlungen, 17 % auf Wald und Gehölze, 74 % auf Landwirtschaft, und etwas weniger als 1 % war unproduktives Land.
Zu Rue gehören die Dörfer Promasens (606 m ü. M.) und Gillarens (672 m ü. M.), die Weiler Blessens (706 m ü. M.) und Arlens (691 m ü. M.) am östlichen oberen Talhang der Broye sowie einige Hofsiedlungen und Einzelhöfe. Nachbargemeinden von Rue sind Le Flon und Ursy im Kanton Freiburg sowie Oron, Jorat-Mézières, Servion und Vulliens im Kanton Waadt.
Zur Geographie der per 1. Januar 2025 eingegliederten ehemaligen Gemeinden Auboranges, Chapelle und Ecublens siehe dort.

Luftbild (1949)

## Bevölkerung
Mit 2632 Einwohnern (Stand 31. Dezember 2023) gehört Rue zu den mittelgrossen Gemeinden des Kantons Freiburg. Von den Bewohnern sind 96,6 % französischsprachig, 1,7 % deutschsprachig, und 0,7 % sprechen Portugiesisch (Stand 2000). Die Bevölkerungszahl von Rue belief sich 1900 auf 1082 Einwohner (inklusive die heute eingemeindeten Ortschaften). Im Verlauf der ersten Hälfte des 20. Jahrhunderts blieb die Bevölkerungszahl nahezu konstant und erreichte 1950 mit 1155 Personen den Höchststand. Danach setzte eine starke Abwanderung ein, so dass Rue 1980 nur noch 799 Einwohner zählte. Erst seither wurde wieder ein deutliches Bevölkerungswachstum verzeichnet.
Einwohnerzahlen: Volkszählungsdaten
Angaben ab 2000 inkl. Blessens (Eingemeindung 1993), ab 2010 inkl. Gillarens und Promasens (Eingemeindung 2001)

## Wirtschaft
Rue war bis in die zweite Hälfte des 20. Jahrhunderts eine vorwiegend durch die Landwirtschaft geprägte Gemeinde. Noch heute haben die Milchwirtschaft, die Viehzucht und der Ackerbau einen wichtigen Stellenwert in der Erwerbsstruktur der Bevölkerung. Weitere Arbeitsplätze sind im lokalen Kleingewerbe und im Dienstleistungssektor vorhanden. Zu den bedeutenderen Unternehmen zählen eine Sägerei und ein Betrieb der Transportbranche. In den letzten Jahrzehnten hat sich das Dorf dank seiner attraktiven Lage auch zu einer Wohngemeinde entwickelt. Viele Erwerbstätige sind deshalb Wegpendler, die hauptsächlich in den Regionen Moudon und Oron-la-Ville arbeiten.

## Verkehr
Während Promasens an der Broyetalstrasse von Moudon nach Oron-la-Ville liegt, sind Rue, Gillarens, Auboranges, Chapelle und Ecublens leicht von dieser Strasse aus erreichbar. Durch die Buslinie 473 der Transports publics Fribourgeois TPF, die von Romont via Ursy nach Palézieux-Gare verkehrt, sind Rue und Promasens an das Netz des öffentlichen Verkehrs angebunden. Chapelle und Gillarens sind von Montag bis Freitag mit drei Kurspaaren der Buslinie 472, die von Romont via Bouloz nach Palézieux-Gare verkehrt, erschlossen. Der obere Gemeindeteil wird auch von der Eisenbahnlinie von Lausanne nach Freiburg durchquert, daran gibt es aber keine Haltestelle. Der nächste Bahnhof an dieser Linie befindet sich in Vauderens, rund zwei Kilometer von Rue entfernt. Der Haltepunkt Ecublens-Rue an der Bahnlinie Palézieux – Moudon – Payerne befindet sich auf dem Gebiet der ehemaligen Nachbargemeinde Ecublens. Blessens hat keinen Anschluss an das Netz des öffentlichen Verkehrs.

## Geschichte
Die erste urkundliche Erwähnung des Ortes erfolgte wahrscheinlich im Jahr 1101 (nicht einwandfrei geklärt) unter dem Namen Rouda. Später erschienen die Bezeichnungen Rota (1147), Rua la villa (1221), Rou und Roa (1237), danach Roda, Rotavilla und Ruaz. Der Ortsname geht auf das lateinische Wort rota (Rad) zurück.
Seit dem Mittelalter war Rue Mittelpunkt der gleichnamigen Herrschaft, deren Burg vermutlich im frühen 12. Jahrhundert errichtet und 1155 als Castrum Rote erstmals erwähnt wird. Die Herren von Rue waren Vasallen der Grafen von Genf. Während der kriegerischen Auseinandersetzungen zwischen den im Waadtland residierenden Baronen und den Savoyern in der ersten Hälfte des 13. Jahrhunderts wurde die Burg Rue von letzteren zweimal belagert. Ungefähr um 1260 kam die Herrschaft Rue unter die Oberhoheit von Savoyen. Sie wurde zu einer Kastlanei umgewandelt, die in zivilen und rechtlichen Angelegenheiten dem in Moudon residierenden Vogt der Waadt unterstand.
Unter den Savoyern wurde zwischen 1264 und 1271 das Städtchen Rue unterhalb der Burg gegründet. Das Städtchen erreichte nie grössere Bedeutung und wurde im 14. Jahrhundert durch Pestepidemien an der Entwicklung gehindert. Im Rahmen der Burgunderkriege wurde Rue 1476 von freiburgischen Truppen erobert, beim anschliessenden Friedensvertrag aber wieder an Savoyen zurückgegeben.
Als die Berner 1536 das Waadtland eroberten, kam die Herrschaft Rue unter die Oberherrschaft von Freiburg. Diese neuen Herren wandelten die Herrschaft in die Vogtei Rue um, zu der neben dem oberen Broyetal auch die südöstlich angrenzenden Gebiete bis zum Tal der Mionna gehörten. Die Obrigkeit hatte einen anspruchsvollen Lebensstil, weshalb neben einem Casino auch fünf Gasthöfe und mehrere Geschäfte eröffneten. Nach dem Zusammenbruch des Ancien Régime (1798) gehörte Rue während der Helvetik und der darauf folgenden Zeit zum Bezirk Rue und wurde 1848 in den neu geschaffenen Bezirk Glâne eingegliedert.
Ein erstes Mal vergrösserte sich das Gemeindegebiet von Rue, als am 1. Januar 1993 das vorher selbständige Blessens nach Rue eingemeindet wurde. Im Rahmen der seit 2000 vom Kanton Freiburg geförderten Gemeindefusionen wurden mit Wirkung auf den 1. Januar 2001 auch die weiter südlich liegenden Dörfer Promasens und Gillarens mit Rue zusammengelegt. Auf den 1. Januar 2025 wurden die Gemeinden Auboranges, Chapelle und Ecublens mit Rue fusioniert. Dadurch erhält Rue ein neues Wappen, das Motive aus den bisherigen vereint.

Altes Wappen von Rue

Neues Wappen von Rue

## Sehenswürdigkeiten

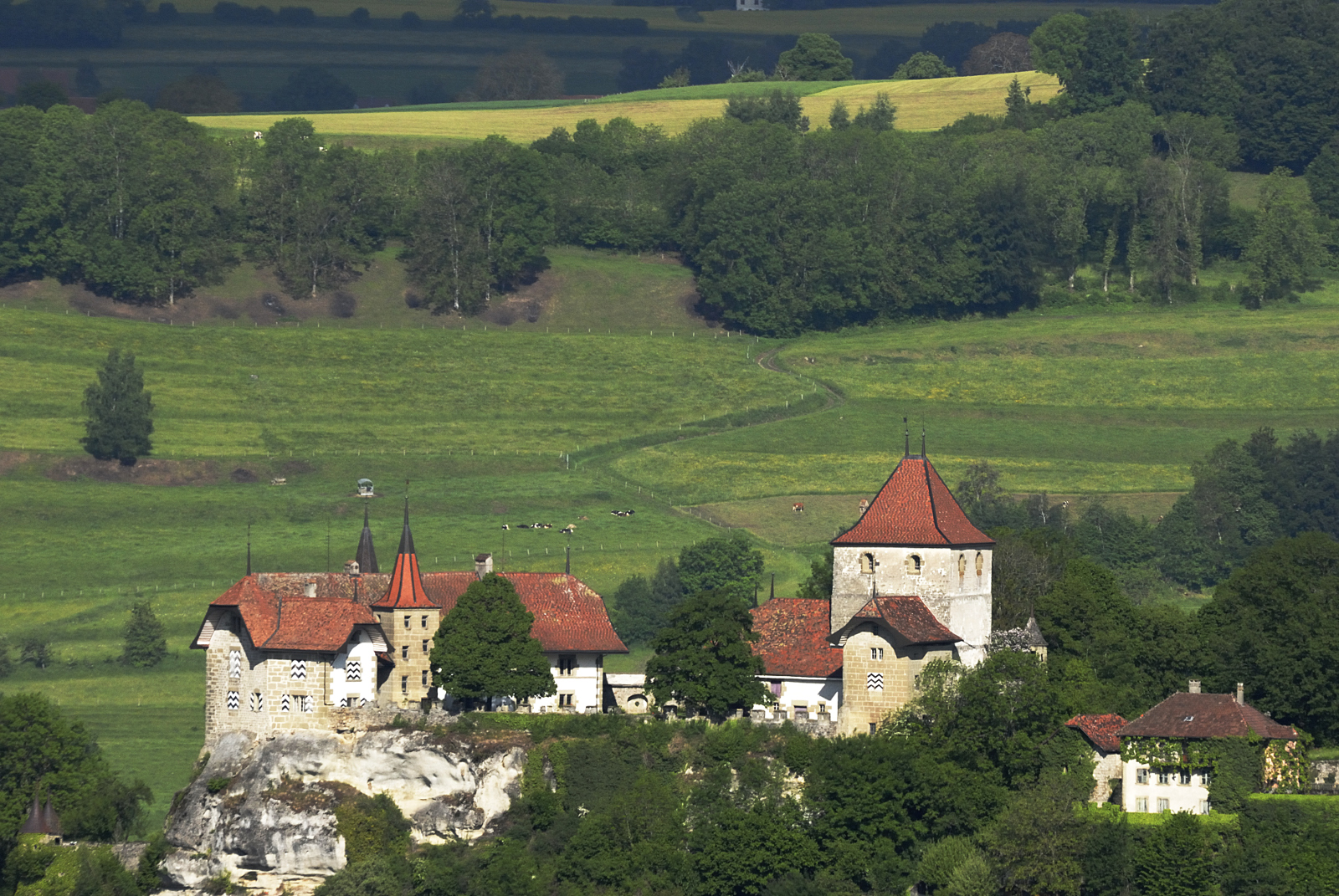
Schloss Rue

An strategisch hervorragender Lage auf einem Felsplateau aus Molassesandstein wurde im frühen 12. Jahrhundert das Schloss Rue errichtet. Zu den ältesten erhaltenen Teilen gehört der massive viereckige Bergfried, dessen Form eindeutig in die vorsavoyische Zeit zurückreicht. Er beherrscht den nordöstlichen Teil der Anlage und bildet den einzigen Zugang zum Plateau. Gegen Westen ist das Anwesen durch einen Turm geschützt. Nachdem das Schloss bei den Belagerungen durch die Savoyer in Mitleidenschaft gezogen worden war, wurde es in der zweiten Hälfte des 13. Jahrhunderts wieder instand gesetzt. Grössere Veränderungen wurden vorgenommen, nachdem Rue zum Vogteisitz bestimmt worden war. Die heutigen Wohngebäude im äussersten Südwesten an der Spitze des Plateaus wurden in der Zeit von 1618 bis 1630 im Stil der Renaissance errichtet. Das Schloss befindet sich heute in Privatbesitz.
Das Städtchen wurde um 1270 innerhalb der äusseren Ringmauern des Schlosses gegründet. Es besitzt noch heute ein malerisches Ortsbild mit bemerkenswerter Bausubstanz. Die unterhalb des Schlosses stehende katholische Kirche Saint-Nicolas, um 1336 von Ritter Richard von Prez gestiftet, wurde im 18. Jahrhundert neu erbaut und im 19. Jahrhundert erweitert. Daneben befindet sich das Haus Dupraz aus dem 16. Jahrhundert. Charakteristische Häuser der Freiburger Oberschicht, wie der Familie Maillardoz de Rue, sind erhalten. Auf dem Friedhof steht das Mausoleum der Familie Demierre.

## Bildgalerie

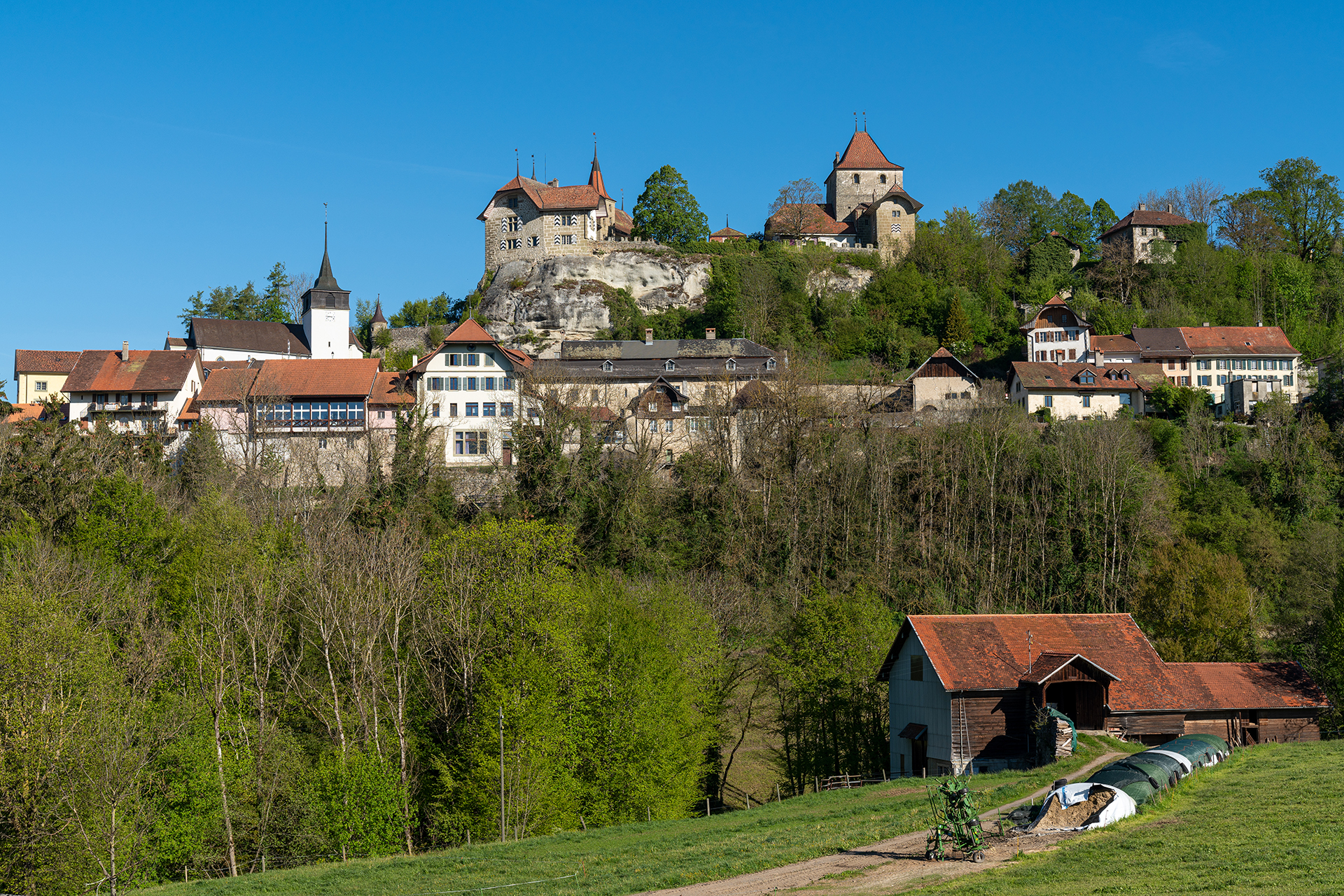
Stadtansicht von Rue
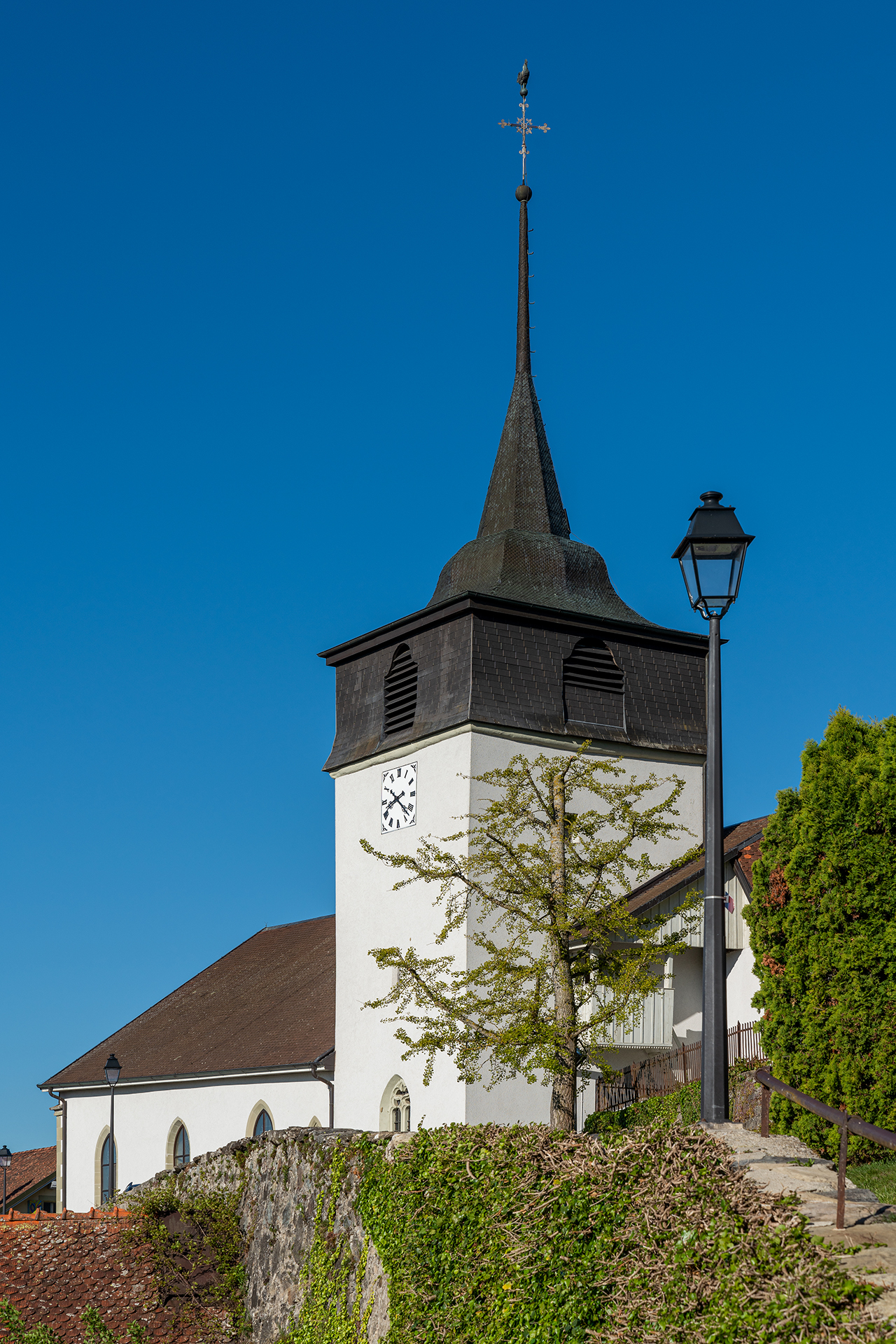
Kirche Saint Nicolas
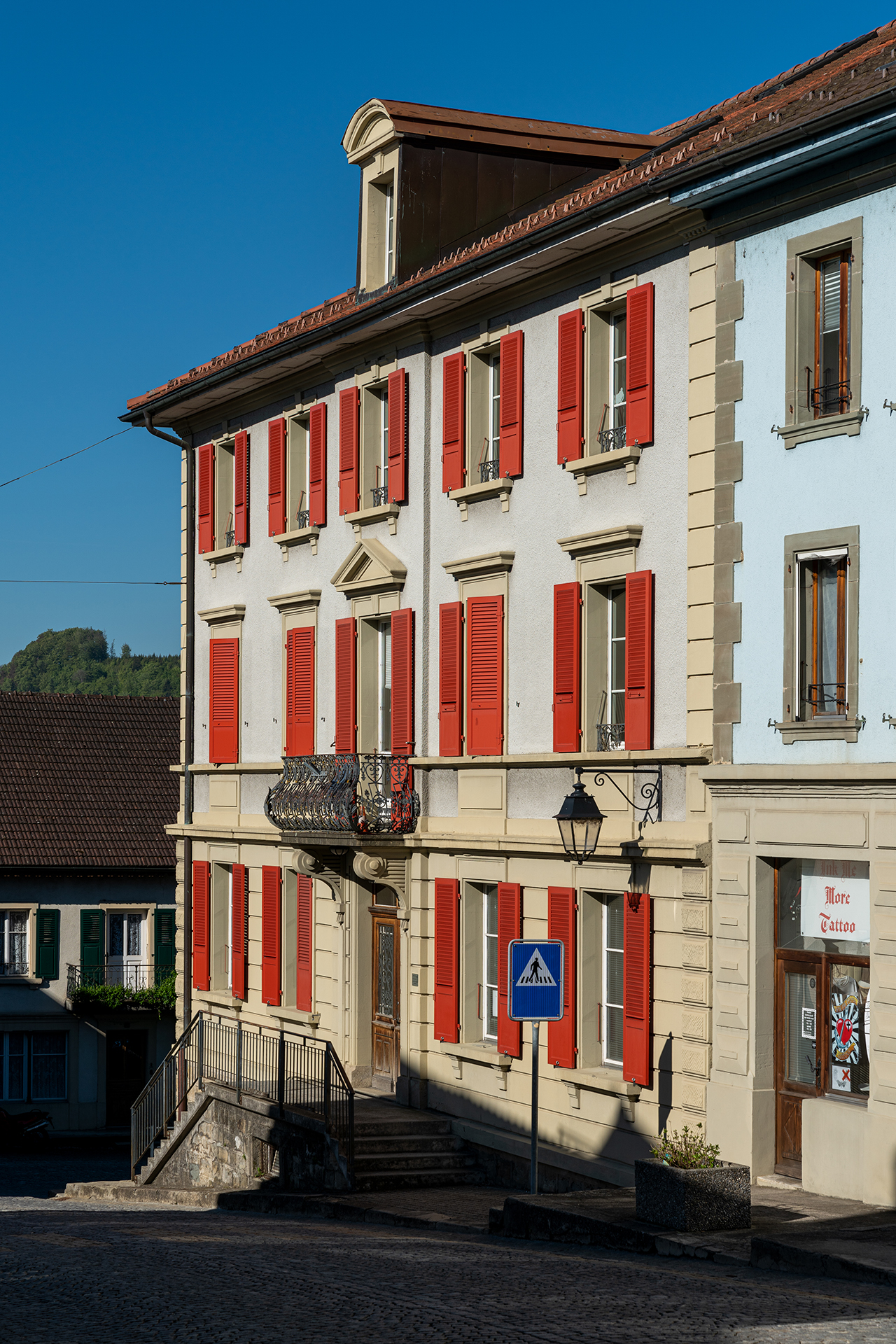
Schulhaus
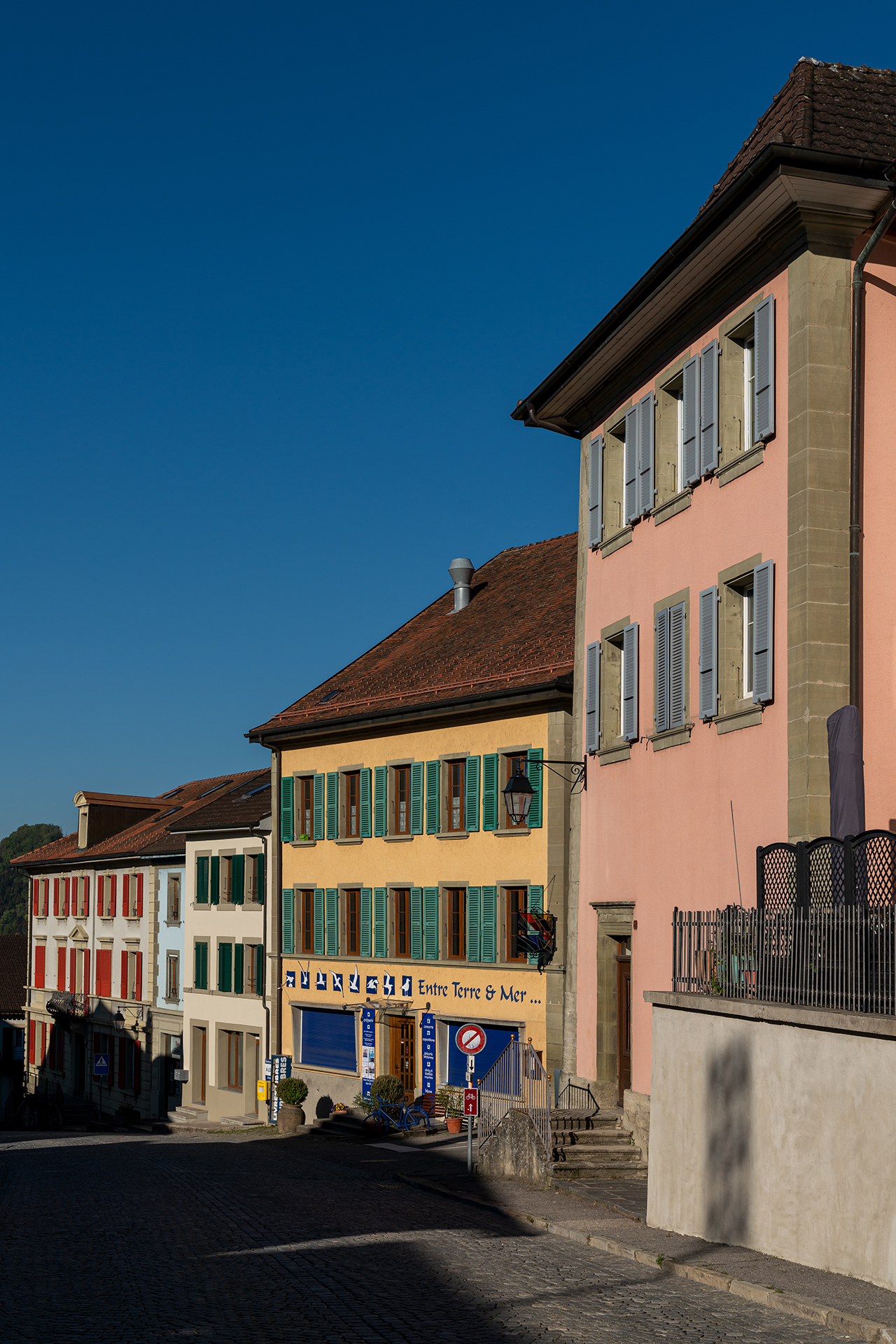
Rue du Casino (Zentrum)
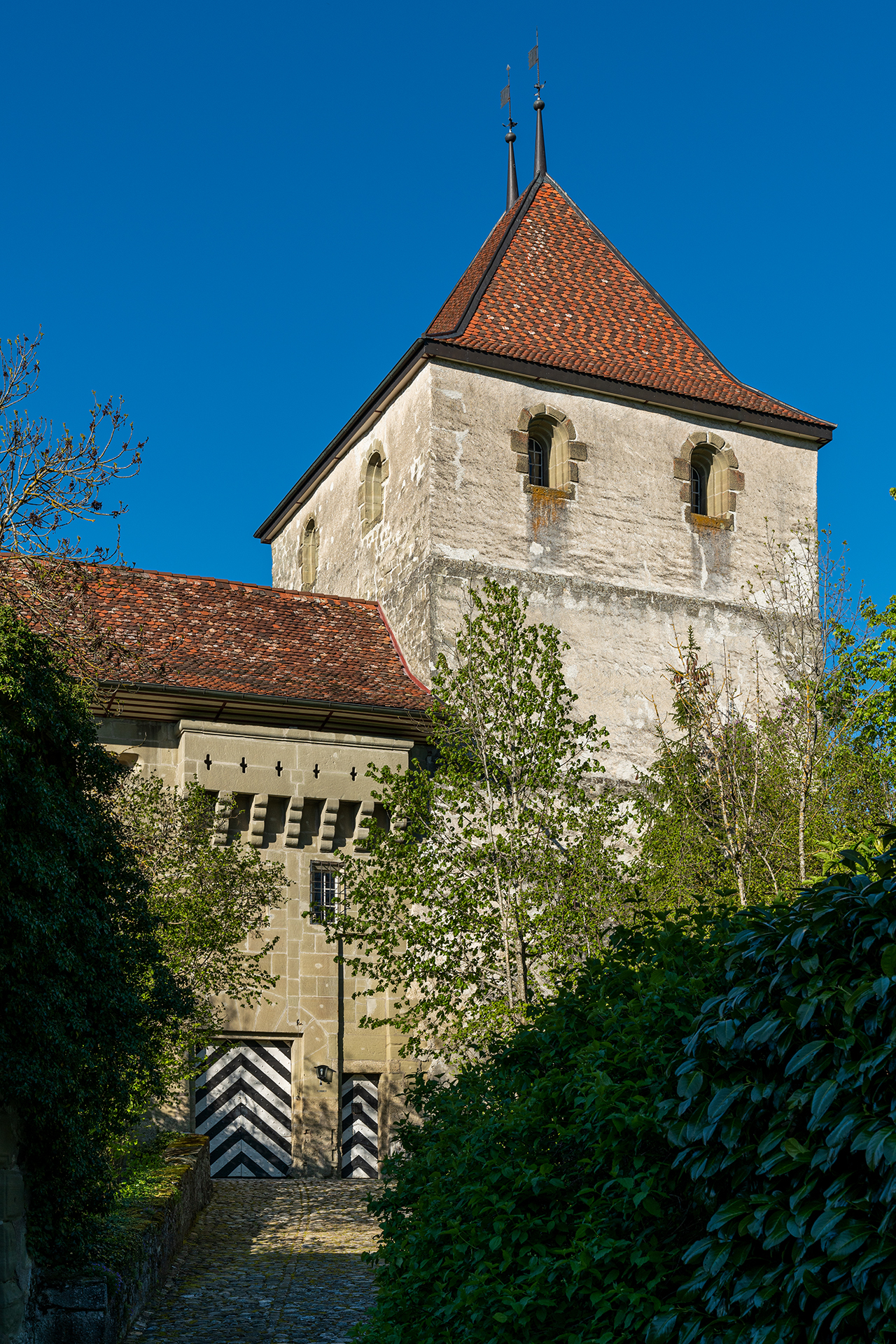
Schloss, Bergfried
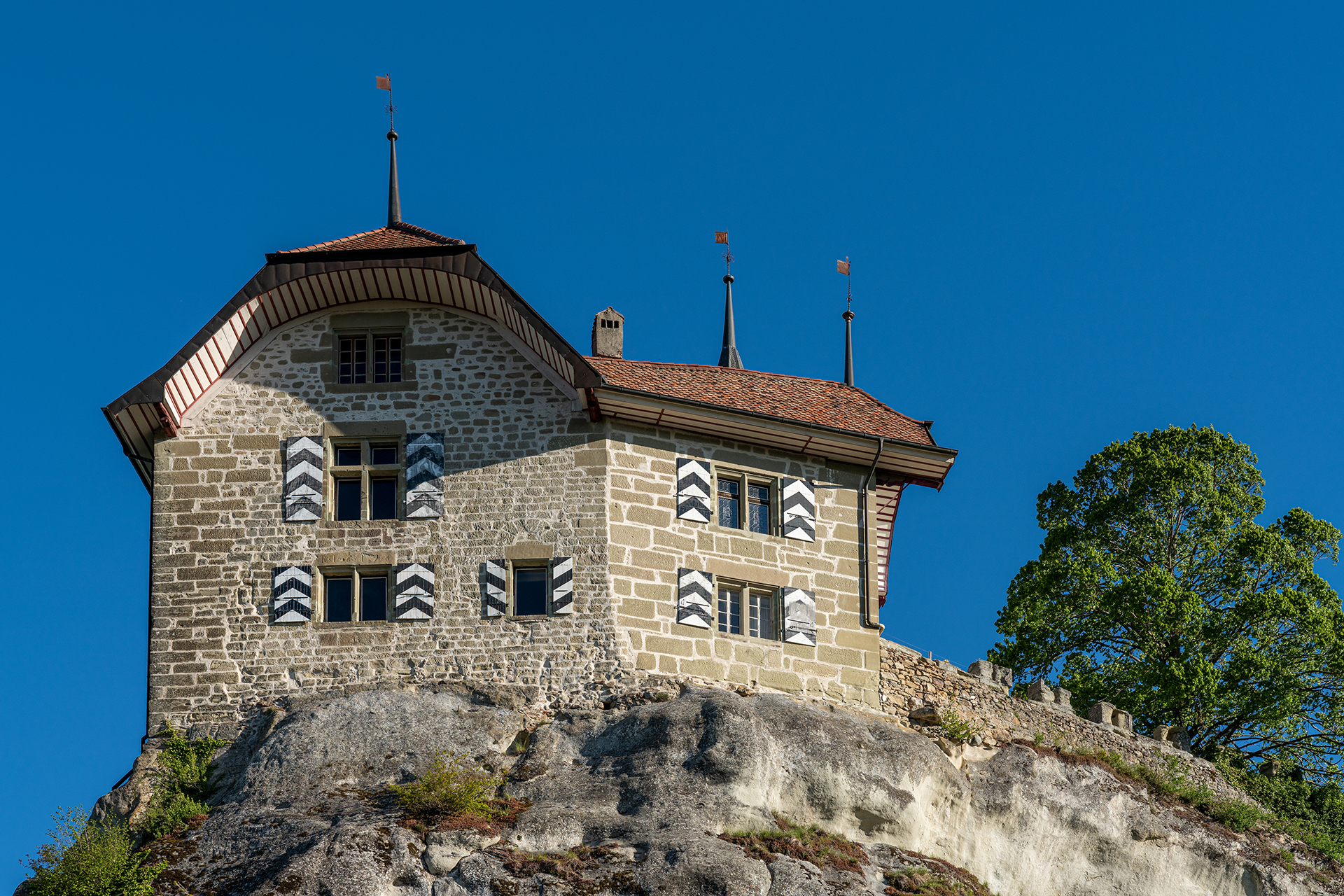
Schloss